# Christuskirche (Mannheim)

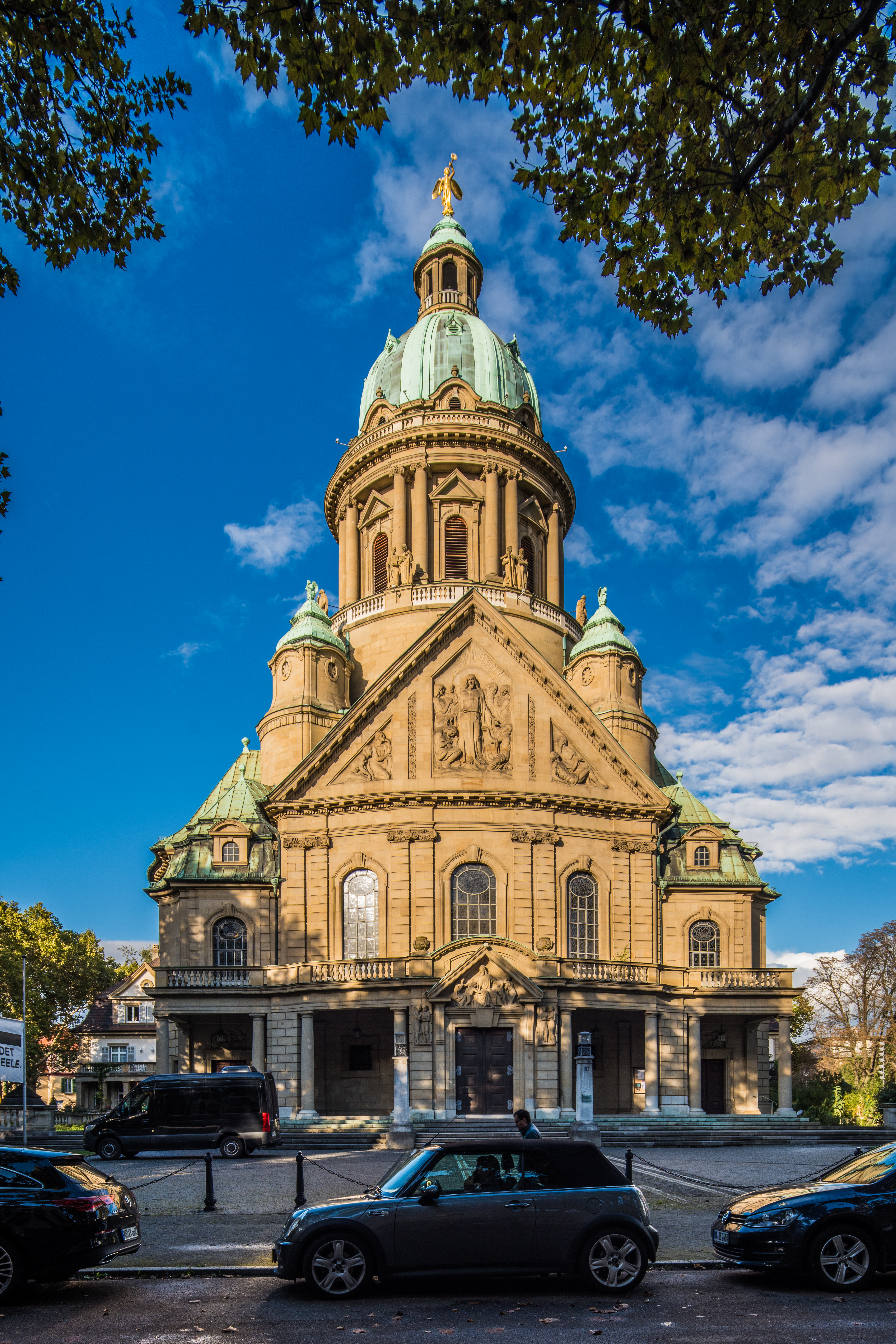
Christuskirche in Mannheim

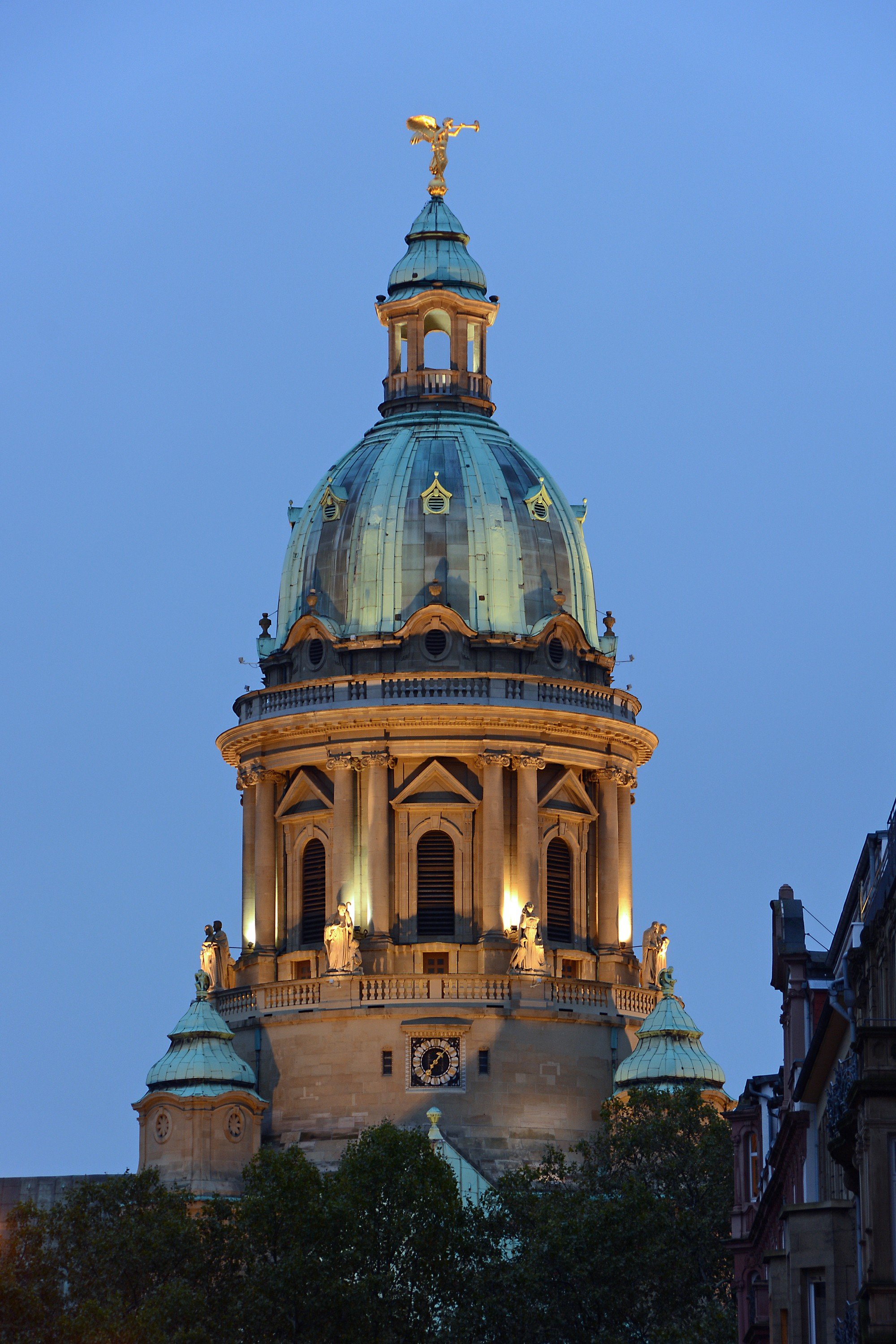
Turm-Illumination bei Dunkelheit

Die Christuskirche ist eine evangelische Kirche im Mannheimer Stadtteil Oststadt. Zusammen mit der Friedenskirche bildet sie die ChristusFriedenGemeinde. Sie wurde zwischen 1907 und 1911 nach den Plänen von Christian Schrade im neubarocken Stil mit Jugendstil-Anklängen erbaut. Kaum von den großen Kriegszerstörungen der Jahre 1943/44 betroffen, ist sie fast vollständig in ihrem Originalzustand erhalten geblieben. Die Christuskirche passte sich in ihrer reichen Formgebung dem großbürgerlichen Villenviertel der Oststadt an und bildete den krönenden Abschluss der evangelischen Kirchenbautätigkeiten, die durch den starken Bevölkerungszuwachs während der Industrialisierung Mannheims notwendig wurden.

## Geschichte

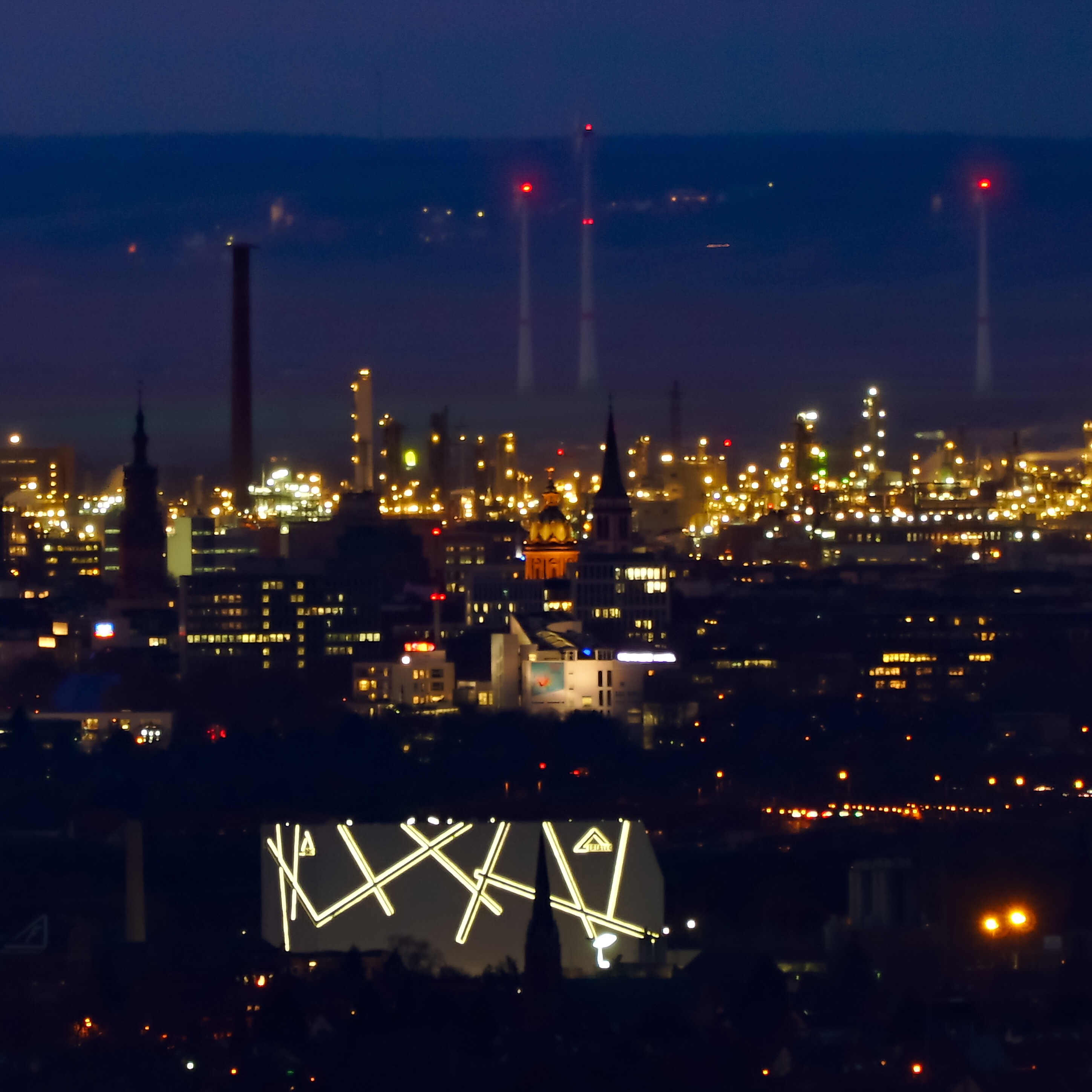
Die Christuskirche in der nächtlichen Skyline von Mannheim

Im Zuge des großen Mannheimer Bevölkerungswachstums im 19. Jahrhundert war ein Kranz neuer Vorstädte rund um die Innenstadt entstanden. Als Letztes wurde nach einem Wettbewerb mit der planmäßigen Bebauung der Oststadt begonnen. Für die evangelische Kirche des neuen Stadtteils war zunächst ein Bauplatz am repräsentativen Friedrichsplatz vorgesehen, dort wo heute die Kunsthalle steht. Nachdem aber in unmittelbarer Nähe die katholische Heilig-Geist-Kirche errichtet worden war, wich man auf den Werderplatz aus. Bei dem Architektenwettbewerb setzte sich der Stuttgarter Theophil Frey durch; die Pläne hatte sein junger Mitarbeiter Christian Schrade angefertigt. Da Frey kurz darauf starb, wurde Schrade mit dem Bau beauftragt und für die technische Bauleitung wurde ihm der Mannheimer Architekt Emil Döring zur Seite gestellt.
Die Ausschreibung hatte eine „zentrale Repräsentationskirche“ mit 1200 Sitzplätzen, einen Konfirmandensaal, einen Versammlungssaal und ein Pfarrhaus gefordert. Als Bausumme wurde 900.000 Mark bewilligt, rund das Doppelte wie bei den anderen Vorstadtkirchen. Aufgrund der Größe des Platzes änderte Schrade den ersten Entwurf. Seine neuen Pläne sahen eine Höherlegung der Kirche und insbesondere eine geschlossene Baugruppe mit je zwei Konfirmandensälen und Pfarrhäusern sowie einer Kirchendienerwohnung vor. Im Jahr des 300-jährigen Stadtjubiläums Mannheims 1907 begannen im März die Bauarbeiten. Am 9. September 1907, dem Geburtstag des badischen Großherzogs Friedrich I., wurde der Grundstein gelegt. Nach vier Jahren Bauzeit konnte die Christuskirche im Beisein von Großherzog Friedrich II. am 1. Oktober 1911 eingeweiht werden. Die Baukosten betrugen mehr als 1,6 Millionen Mark.
Bis zum Bau der Christuskirche waren für die evangelischen Bewohner der Oststadt die Pfarrer der innerstädtischen Konkordienkirche bzw. nach deren Fertigstellung der Friedenskirche in der Schwetzingerstadt zuständig. 1911 wurde, noch vor der Vollendung der Christuskirche, die erste Pfarrei der Friedenskirche auf die Christuskirche übertragen und eine zweite Pfarrei neu gegründet. Erster Pfarrer der Westpfarrei wurde Paul Klein, seit 1905 an der Lutherkirche tätig, und zum ersten Pfarrer der Ostpfarrei wurde Hans Hoff ernannt, der seit 1909 an der Friedenskirche war.
Den Ersten Weltkrieg überstand die Christuskirche unbeschadet. Auch die Glocken wurden nicht, wie bei den meisten anderen Kirchen, konfisziert. Im Zweiten Weltkrieg zersprangen bei einem Fliegerangriff 1941 zehn kleine Scheiben. 1943 brannten der östliche Gemeindesaal, das dazugehörige Pfarrhaus und die Kirchendienerwohnung aus. 1944 beschädigte eine Sprengbombe, die neben der Kirche niederging, Mauerwerk, Fenster, Orgel und Dach.
Nach dem Krieg wurden die Schäden beseitigt: Bereits in den 1950er Jahren wurden die Fenster und das Auferstehungsbild wiederhergestellt. In den 1980er Jahren wurde die Christuskirche aufwendig restauriert. Auch danach fanden immer wieder kleinere Arbeiten statt. So wurde 2001 eine neue Außenbeleuchtung installiert, die die Kirche und den Engel auf der Spitze in den Abendstunden bestrahlt. 2003 folgte die Wiederinbetriebnahme der Brunnen an den Seiten, 2007 eine neue Innenbeleuchtung und 2009 ein barrierefreier Zugang an der Westflanke.

## Architektur

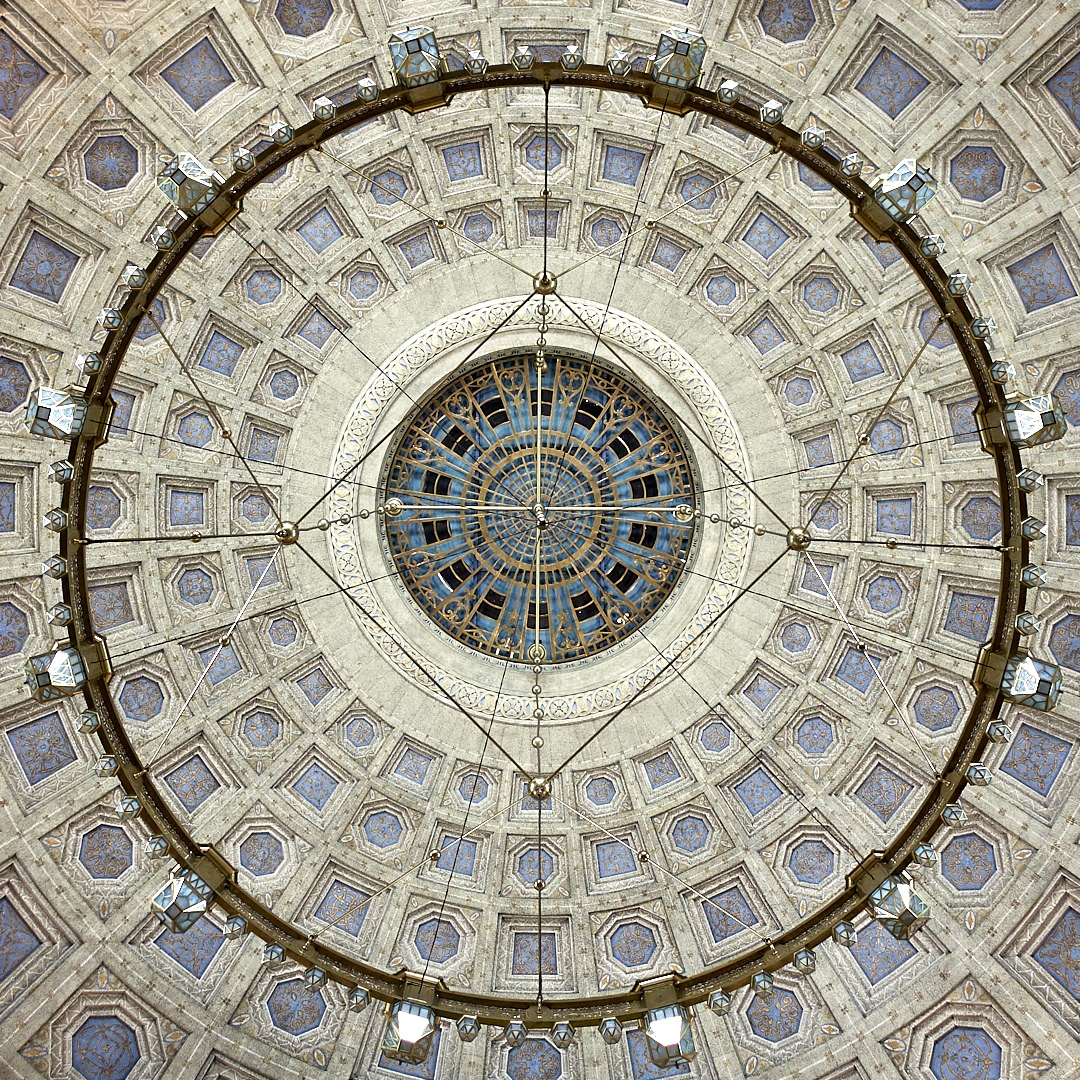
Ornamente und Leuchter an der Decke der Christuskirche

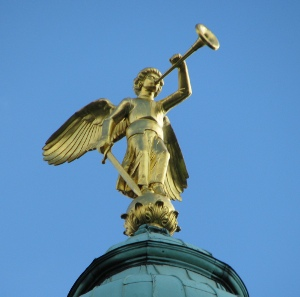
Erzengel Michael auf der Kuppel

Die 65 m hohe Christuskirche steht wenige Schritte von der Innenstadt entfernt auf dem Werderplatz. Sie ist Endpunkt der Sichtachsen von dem südwestlich gelegenen Friedrichplatz mit dem 250 m entfernten Wasserturm und dem nordwestlich gelegenen Charlottenplatz her. Die längste, freieste und damit wirkungsvollste Sicht hat man von der westlichen Tullastraße über eine Länge von 350 Meter. Die breite Allee der Werderstraße führt östlich an der Kirche vorbei. Die Baugruppe von Kirche, Konfirmandensälen und Pfarrhäusern vermittelt zwischen der fünfgeschossigen Blockrandbebauung auf der einen und zweistöckigen Villen auf der anderen Seite des Werderplatzes.
Der beim Erbauer des Wasserturms, Gustav Halmhuber, in Stuttgart ausgebildete Architekt berücksichtigte die Bauprinzipien des Wiesbadener Programms. So entstand ein zentraler Kuppelbau, in dem der Innenraum eine Einheit bildet, ohne die herkömmliche Trennung zwischen Chor und Schiff. Der Grundriss ist aus einem Quadrat mit nach außen gewölbten Wänden abgeleitet, darin ein griechisches Kreuz mit abgerundeten Ecken. Die gestreckte Tambourkuppel trägt eine Laterne, die die vergoldete Figur des Erzengels Michael vom Bildhauer Wilhelm Gerstel krönt. Hellgelber Sandstein und grüne Kupferdächer deuten im äußeren Erscheinungsbild der Kirche auf die Farbenfreude des ausklingenden Jugendstils hin.

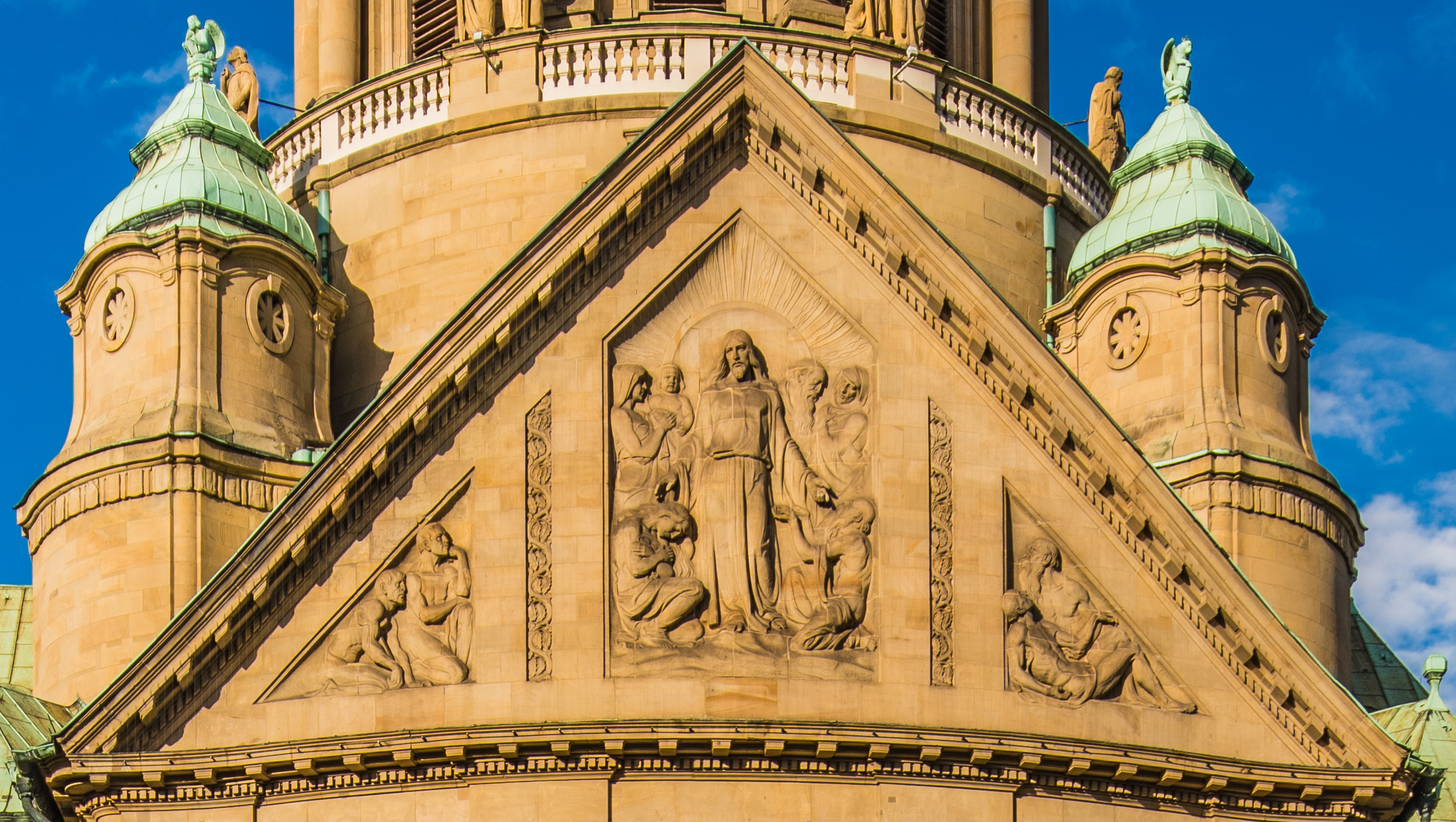
Giebelrelief

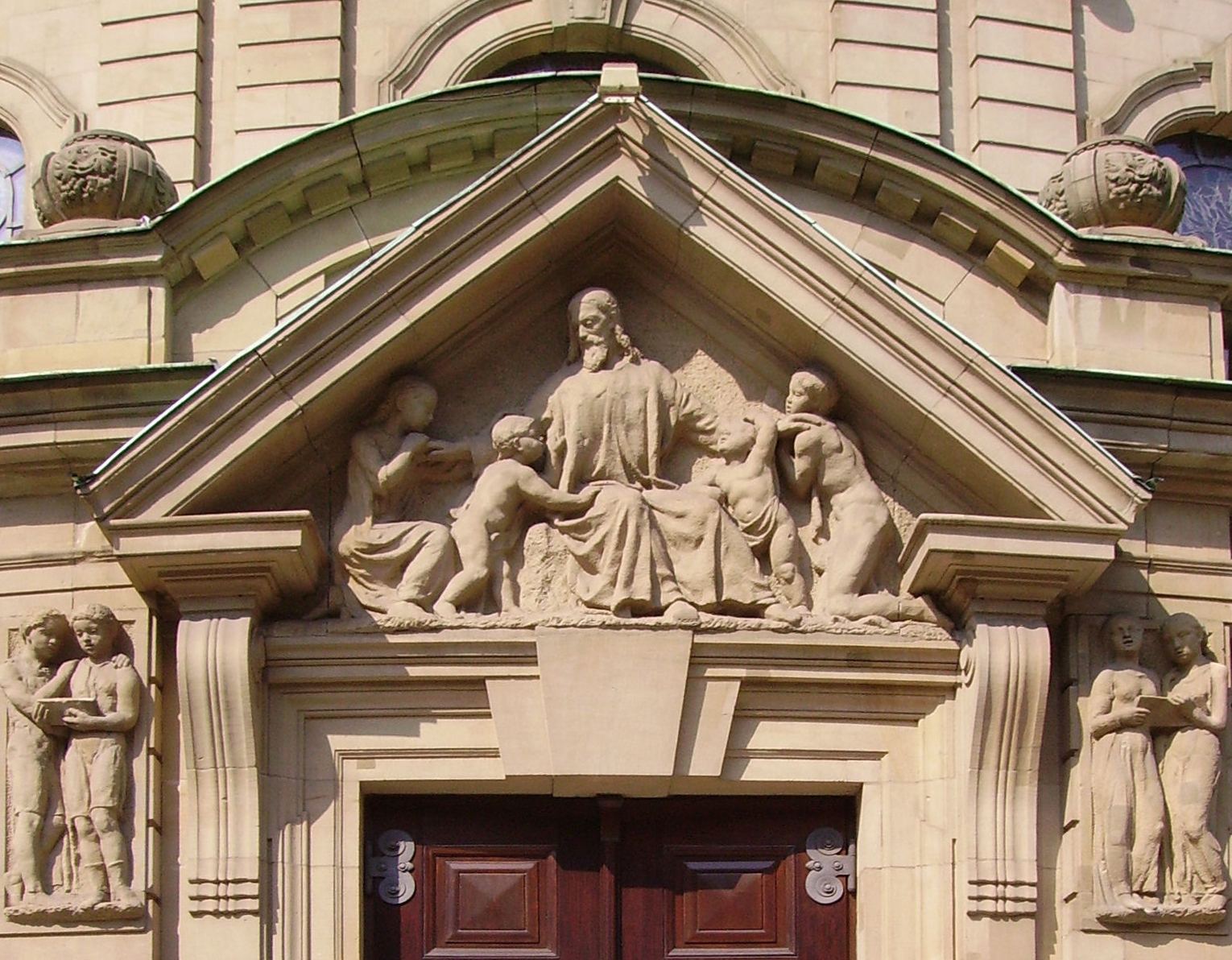
Reliefs am Hauptportal

Die Hauptfront der Christuskirche befindet sich an der südwestlichen Seite, wo eine offene Vorhalle mit einem steilen Dreiecksgiebel vorgelagert ist. Das Relief des Bildhauers Ludwig Habich im Giebel veranschaulicht die Worte Christi „Kommt her zu mir, alle, die ihr mühselig und beladen seid“ (Mt 11,28 ) und lehnt sich in der Darstellung an Rembrandts Hundertguldenblatt an. Die Figuren wurden so groß gewählt, dass sie auch noch in der Sichtachse des Friedrichsplatzes wirken. Die Reliefs in dem kleinen Giebel über dem Haupteingang und an den beiden flankierenden Pfeilern zeigen Christus als Kinderfreund. Sie wurden von dem Bildhauer Karl Albiker geschaffen. Über den beiden Nebeneingängen ist links Christus in Bethanien und rechts Christus und die Samariterin (Joh 4,1 ) zu sehen.
Der Kuppeltambour ist mit vier runden Türmchen verstärkt, auf deren Kupferhauben die geflügelten Symbole der vier Evangelisten dargestellt sind: Mensch (Matthäus), Stier (Lukas), Adler (Johannes) und Löwe (Markus). Die Modelle dafür stammen von Wilhelm Gerstel. Um den Tambour stehen reihum 2,54 Meter hohe Statuen der Zwölf Apostel. An den beiden Seiten der Kirche sind die vier großen Apostel einzeln mit ihren ikonografischen Heiligenattributen dargestellt, die anderen paarweise an der Haupt- und Rückfront angeordnet: Matthäus und Philippus, Thomas und Andreas, Paulus mit Löwe, Petrus mit Hahn, Judas Thaddäus und Bartholomäus, Jakobus der Jüngere und Simon, Jakobus mit Engel, Johannes mit Adler (Aufzählung gegen den Uhrzeigersinn an der Hauptfront beginnend). Besonders fein herausgearbeitet wurde die Gestalt des Johannes, wiederum von Wilhelm Gerstel.

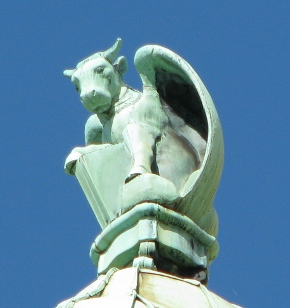
Stier (Lukas)
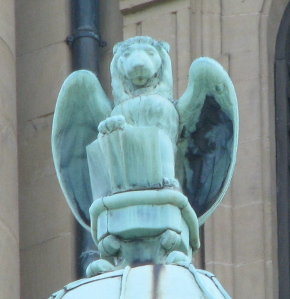
Löwe (Markus)
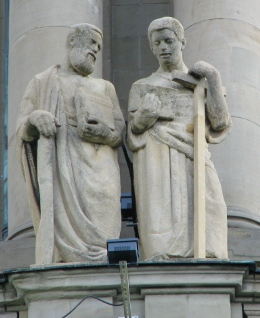
Matthäus und Philippus
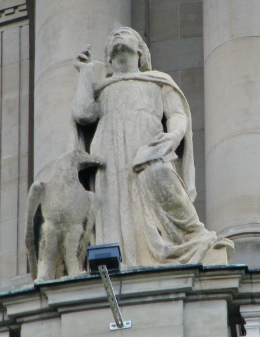
Johannes

## Innenausstattung

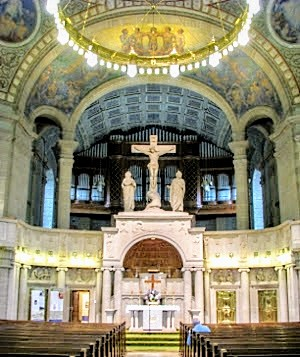
Innenraum

Vom Hauptportal gelangt man durch eine Vorhalle in den Innenraum, der 1700 Personen Platz bietet. Er wird beherrscht von der kreisrunden Vierung mit 23 Metern Durchmesser, von der vier flache Kreuzarme ausgehen. Dem Wiesbadener Programm folgend, sind Altar, Kanzel und Orgel in einer Achse zentral angeordnet. Die Kirchenbänke sind radial auf den Altar ausgerichtet. Weitere Sitzplätze befinden sich auf der umlaufenden Empore. Die Korkplatten der kassettierten Kuppel sind mit ornamentalen Malereien verziert. Den Triumphbogen über dem Altar schmückt ein Fresko mit dem Thema der Auferstehung von Adolf Schinnerer, dem späteren Direktor der Akademie der Bildenden Künste in München. Nach Wasserschäden im Zweiten Weltkrieg wurde es 1958 von Carolus Vocke restauriert. Von Schinnerer stammen auch die vier Christus-Darstellungen in den Zwickeln des Gewölbes: Die des segnenden, zürnenden (Tempelreinigung), lehrenden (Christus im Ährenfeld) und tröstenden (Christus und die Sünderin). Am Eingang befinden sich die Reliefs der großen Reformatoren Martin Luther (mit Nachtigall) und Philipp Melanchthon (mit Eule). Beide schuf der Bildhauer Konrad Taucher.
In der Mitte des Kirchenschiffs hängt ein 1,2 Tonnen schwerer Radleuchter, der nach dem Vorbild romanischer Exemplare gestaltet wurde, so wie sie noch im Aachener Dom, im Hildesheimer Dom und im Kloster Komburg erhalten sind. Er hat 12 große und 48 kleine Laternen und einen Durchmesser von 8,40 Metern. Die Kirchenfenster sind einheitlich gestaltet. Sie besitzen ornamentierte Friese und im oberen Abschluss ovale Medaillons, die Szenen aus dem Leben Jesu zeigen. Die Vorlagen gestaltete ebenfalls Adolf Schinnerer:
| Frontseite                                  | Rückseite                            |
| ------------------------------------------- | ------------------------------------ |
| Geburt Christi (Lk 2,1–7 )                  | David und Saul (1 Sam 16,15–23 )     |
| Zwölfjähriger Jesus im Tempel (Lk 2,41–52 ) | Psalterdichtender David (Ps 23 )     |
| Taufe (Mt 3,13–17 )                         |                                      |
| Linke Seite                                 | Rechte Seite                         |
| Versuchung (Lk 4,3–13 )                     | Christus und Nikodemus (Joh 3,1–13 ) |
| Sinkender Petrus (Mt 14,22–33 )             | Christus in der Wüste (Lk 4,1–2 )    |
| Verklärung (Mt 17,1–9 )                     | Salbung in Bethanien (Mk 14,3–9 )    |

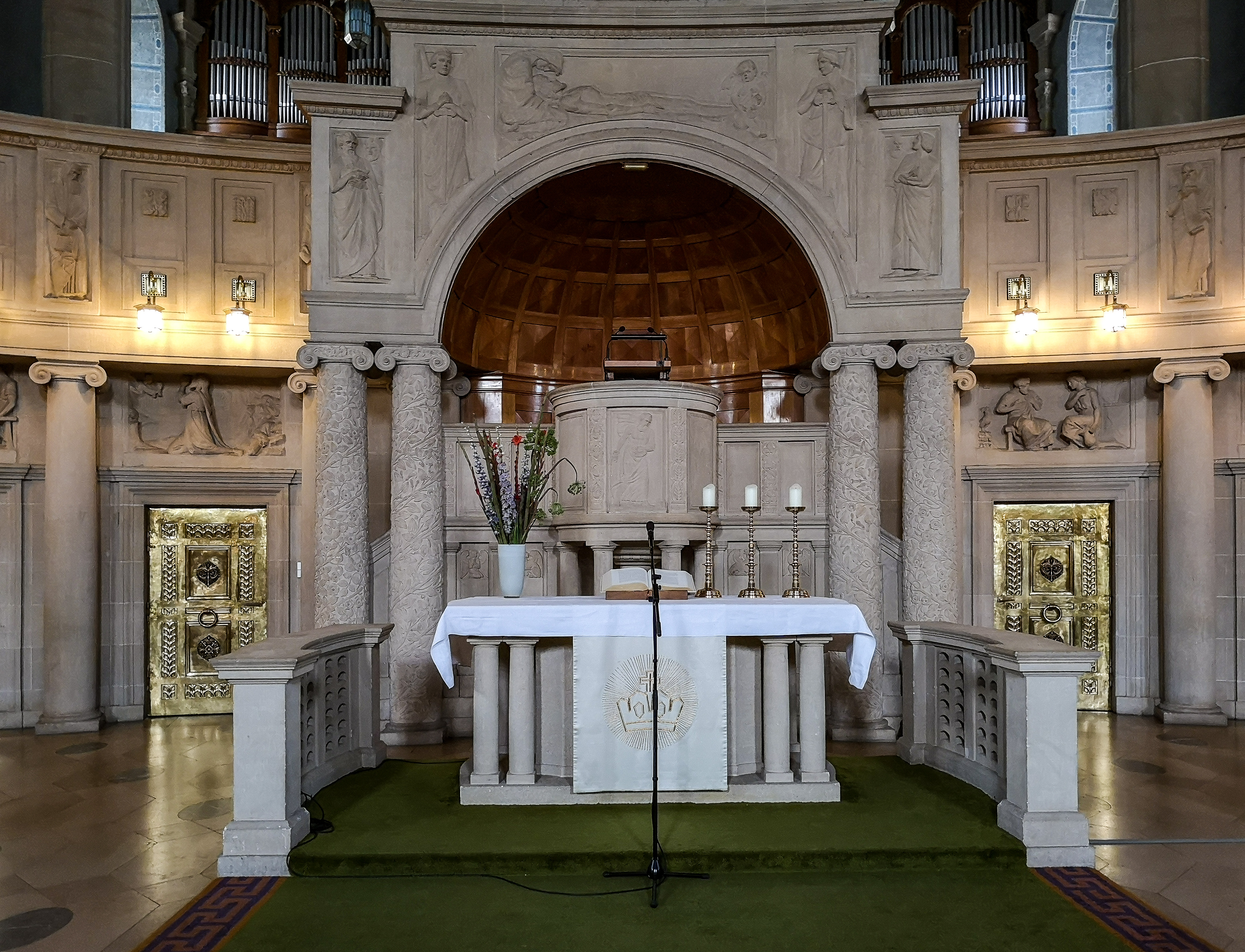
Altar, vier geschmückte Säulen, Kanzel, Baldachin und Reliefs

Die zentrale Rückfront mit Kanzel und Altar erinnert an einen mittelalterlichen Lettner. Die Chorfront steht auf zehn Säulen, die die Zehn Gebote symbolisieren. Die vier verzierten Säulen in der Mitte stehen für die ersten vier Gebote gegenüber Gott, die sechs unverzierten Säulen für die Gebote gegenüber dem Nächsten. Die Kanzel ist in eine Art Apsis mit kassettierter Halbkuppel eingebettet. Darüber zeigt ein Relief auf dem Baldachin die Pietà mit zwei Grabwächtern, links und rechts begleitet von Darstellungen der vier Evangelisten. Auf derselben Höhe befinden sich über den sechs seitlichen Säulen Reliefs der Propheten, die das Kommen des Erlösers weissagten: Jesaja, Jeremia, Ezechiel, Daniel, Micha und Johannes der Täufer. Zwischen den Säulen führen vier kunstvoll gestaltete, messingbeschlagene Türen zur Sakristei und zur Taufkapelle. Über den Türen befinden sich jeweils Hochreliefs mit Szenen aus der Leidensgeschichte: die Fußwaschung, Gethsemane, den verleugnenden Petrus und den händewaschenden Pilatus. Alle Reliefs an der Chorwand entstanden nach Modellen des Mannheimer Bildhauers Johannes Hoffart. Von ihm stammt auch der krönende Mittelpunkt der Christuskirche, die Kreuzigungsgruppe über Kanzel und Altar.
Dahinter befinden sich die Sakristei und eine kleine Taufkapelle für 20–25 Personen. Der monolithische Taufstein ist aus Marmor. Das Taufgerät, eine Jugendstil-Taufschale und eine Taufkanne, besteht aus vergoldetem Silber. Es wurde 1911 von Ernst Riegel geschaffen. Das Gewölbe wurde bereits 1911 für ein Fresko vorgesehen, was aus Kostengründen aber zunächst nicht ausgeführt wurde. 1959 ermöglichte dann eine Stiftung von Fritz Reuther die Ausmalung, mit der Wolfgang Lenz, ein Meisterschüler von Hermann Kaspar, beauftragt wurde. Die Vorlage wurde von beiden gemeinsam gestaltet. Von der Tullastraße aus besteht ein eigener Eingang zur Taufkapelle. Das Relief neben dem Portal schuf Karl Albiker.

## Kirchenmusik
Die Christuskirche ist Sitz des Bezirkskantors und zugleich des Landeskantors von Nordbaden. Seit 1999 versieht Johannes Matthias Michel dieses Amt.
In der Christuskirche gibt es zwei große Orgeln und ein Orgelpositiv.

### Steinmeyer-Orgel

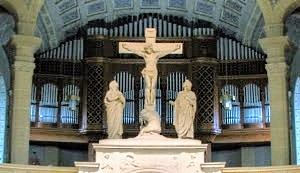
Kreuzigungsgruppe; im Hintergrund die Steinmeyer-Orgel

Auf der Nordempore der Christuskirche steht eines der größten Orgelwerke Deutschlands, das von Sigfrid Karg-Elert so bezeichnete „Mannheimer Wunderwerk“. Es wurde 1911 von G. F. Steinmeyer & Co. als Opus 1100 gebaut. Der Entwurf für das Gehäuse im Jugendstil stammte von Karl Albiker.
Mit 92 Registern auf vier Manualen und Pedal einschließlich eines Fernwerks in der Kuppel und 7869 Pfeifen war die Orgel eine der größten in Süddeutschland. 1939 wurden das Instrument mit elektropneumatischen Trakturen ausgestattet, um den bisher ins Gehäuse eingebauten Spieltisch mit Abstand zur Orgel frei aufstellen zu können, so dass die klangliche Überpräsenz des nahe vor dem Organisten befindlichen Hauptwerks und einiger Pedalregister vermindern. Bei einer Überholung wurden 1952 mehrere Register ausgetauscht, um einen barocken Klang zu erreichen. 1984 wurde die Orgel restauriert, ein neuer Spieltisch gebaut und die Änderungen teilweise rückgängig gemacht. Um dem Originalklang wieder näherzukommen, erfolgte 1995 eine Nachintonation und im Jahr 2000 die Senkung der zwischenzeitlich heraufgesetzten Tonhöhe auf 445 Hz. 2003 wurde im Fernwerk als Ersatz für die verlorene, ursprünglich vorhandene wieder eine Celesta sowie eine Setzeranlage eingebaut. Das Instrument erhielt bei einer weiteren umfassenden Restaurierung in den Jahren 2015–2017 einen neuen Spieltisch mit einer abermals neuen elektronischen Setzeranlage.
Heute ist die Orgel mit 96 Registern auf vier Manualen und Pedal die größte in Baden. Weitgehend im Originalzustand geblieben, hat sie die beiden Weltkriege und die deutsche Orgelbewegung überdauert und steht unter Denkmalschutz. Sie hat folgende Disposition:
| I Hauptwerk C–c4 |                |        |
| 1.               | Großprinzipal  | 16′    |
| 2.               | Bordun         | 16′    |
| 3.               | Prinzipal      | 8′     |
| 4.               | Gemshorn       | 8′     |
| 5.               | Gedeckt        | 8′     |
| 6.               | Jubalflöte     | 8′     |
| 7.               | Spitzflöte     | 8′     |
| 8.               | Viola di Gamba | 8′     |
| 9.               | Oktav          | 4′     |
| 10.              | Fugara         | 4′     |
| 11.              | Traversflöte   | 4′     |
| 12.              | Superoktav     | 2′     |
| 13.              | Quintflöte     | 5 1⁄3′ |
| 14.              | Quinte         | 2 ⁄3′  |
| 15.              | Kornett III–VI | 8′     |
| 16.              | Mixtur V       | 2′     |
| 17.              | Cymbel IV      | 2⁄3′   |
| 18.              | Tuba mirabilis | 8′     |
| 19.              | Clarine        | 4′     |

| II Schwellwerk C–c4 |                 |       |
| 20.                 | Rohrflöte       | 16′   |
| 21.                 | Geigenprinzipal | 8′    |
| 22.                 | Nachthorn       | 8′    |
| 23.                 | Konzertflöte    | 8′    |
| 24.                 | Doppelgedeckt   | 8′    |
| 25.                 | Salizional      | 8′    |
| 26.                 | Dulziana        | 8′    |
| 27.                 | Unda maris      | 8′    |
| 28.                 | Kleinprinzipal  | 4′    |
| 29.                 | Rohrflöte       | 4′    |
| 30.                 | Gemshorn        | 4′    |
| 31.                 | Flauto dolce    | 4′    |
| 32.                 | Piccolo         | 2′    |
| 33.                 | Sesquialtera II | 2 ⁄3′ |
| 34.                 | Larigot II      | 2′    |
| 35.                 | Cymbel III      | 1′    |
| 36.                 | Clarinette      | 8′    |
|                     | Tremulant       |       |

| III Schwellwerk C–c4 |                 |        |
| 37.                  | Stillgedeckt    | 16′    |
| 38.                  | Hornprinzipal   | 8′     |
| 39.                  | Soloflöte       | 8′     |
| 40.                  | Lieblichgedeckt | 8′     |
| 41.                  | Quintatön       | 8′     |
| 42.                  | Zartflöte       | 8′     |
| 43.                  | Viola           | 8′     |
| 44.                  | Aeoline         | 8′     |
| 45.                  | Vox coelestis   | 8′     |
| 46.                  | Prinzipal       | 4′     |
| 47.                  | Kleingedeckt    | 4′     |
| 48.                  | Fernflöte       | 4′     |
| 49.                  | Dolce           | 4′     |
| 50.                  | Flageolett      | 2′     |
| 51.                  | Piccolo         | 1′     |
| 52.                  | Gemsquinte      | 2 ⁄3′  |
| 53.                  | Terz            | 1 3⁄5′ |
| 54.                  | Superquinte     | 1 ⁄3′  |
| 55.                  | Septime         | 1 ⁄7′  |
| 56.                  | Plein Jeu V     | 2 ⁄3′  |
| 57.                  | Fagott          | 16′    |
| 58.                  | Trompette harm. | 8′     |
| 59.                  | Oboe            | 8′     |
| 60.                  | Clairon         | 4′     |
|                      | Tremulant       |        |
|                      | Glockenspiel    |        |

| IV Fernwerk (schwellbar) C–c4 |                         |       |
| 61.                           | Quintatön               | 16′   |
| 62.                           | Prinzipal               | 8′    |
| 63.                           | Hellflöte               | 8′    |
| 64.                           | Bordun                  | 8′    |
| 65.                           | Echogamba               | 8′    |
| 66.                           | Vox angelika            | 8′    |
| 67.                           | Seraphonfugara          | 4′    |
| 68.                           | Harmonieflöte           | 4′    |
| 69.                           | Flautino                | 2′    |
| 70.                           | Progressivharmonika III | 2 ⁄3′ |
| 71.                           | Trompete                | 8′    |
| 72.                           | Vox Humana              | 8′    |
|                               | Tremulant               |       |
| 73.                           | Celesta                 | 4′    |

| Pedal C–g1 |                  |         |
| 74.        | Untersatz        | 32′     |
| 75.        | Prinzipalbaß     | 16′     |
| 76.        | Kontrabaß        | 16′     |
| 77.        | Subbaß           | 16′     |
| 78.        | Streichbaß       | 16′     |
| 79.        | Zartbaß (=Nr.37) | 16′     |
| 80.        | Oktavbaß         | 8′      |
| 81.        | Violoncello      | 8′      |
| 82.        | Gedecktbaß       | 8′      |
| 83.        | Choralbaß        | 4′      |
| 84.        | Baßflöte         | 4′      |
| 85.        | Blockflöte       | 2′      |
| 86.        | Quintbaß         | 10 2⁄3′ |
| 87.        | Mixtur V         | 5 1⁄3′  |
| 88.        | Bombarde         | 32′     |
| 89.        | Posaune          | 16′     |
| 90.        | Fagott (=Nr.57)  | 16′     |
| 91.        | Trompete         | 8′      |
| 92.        | Fagott (=Nr.57)  | 8′      |
| 93.        | Clairon          | 4′      |

| Fernpedal C–g1 |           |     |
| 94.            | Violon    | 16′ |
| 95.            | Bordunbaß | 16′ |
| 96.            | Prinzipal | 8′  |

- Koppeln:
  - Normalkoppeln: II/I, III/I, IV/I, III/II, IV/II, I/P, II/P, III/P, IV/P.
  - Superoktavkoppeln: I/I, II/I, III/I, II/II, III/II, II/P.
  - Suboktavkoppeln: II/I, III/I, III/II.
- Nebenregister: Zimbelstern (regulierbar)
- Spielhilfen: Zungen ab, Mixturen ab, Manual 16′ ab etc., 3200facher Setzer (seit 2003), Sequenzschalter vor und zurück, Walze.

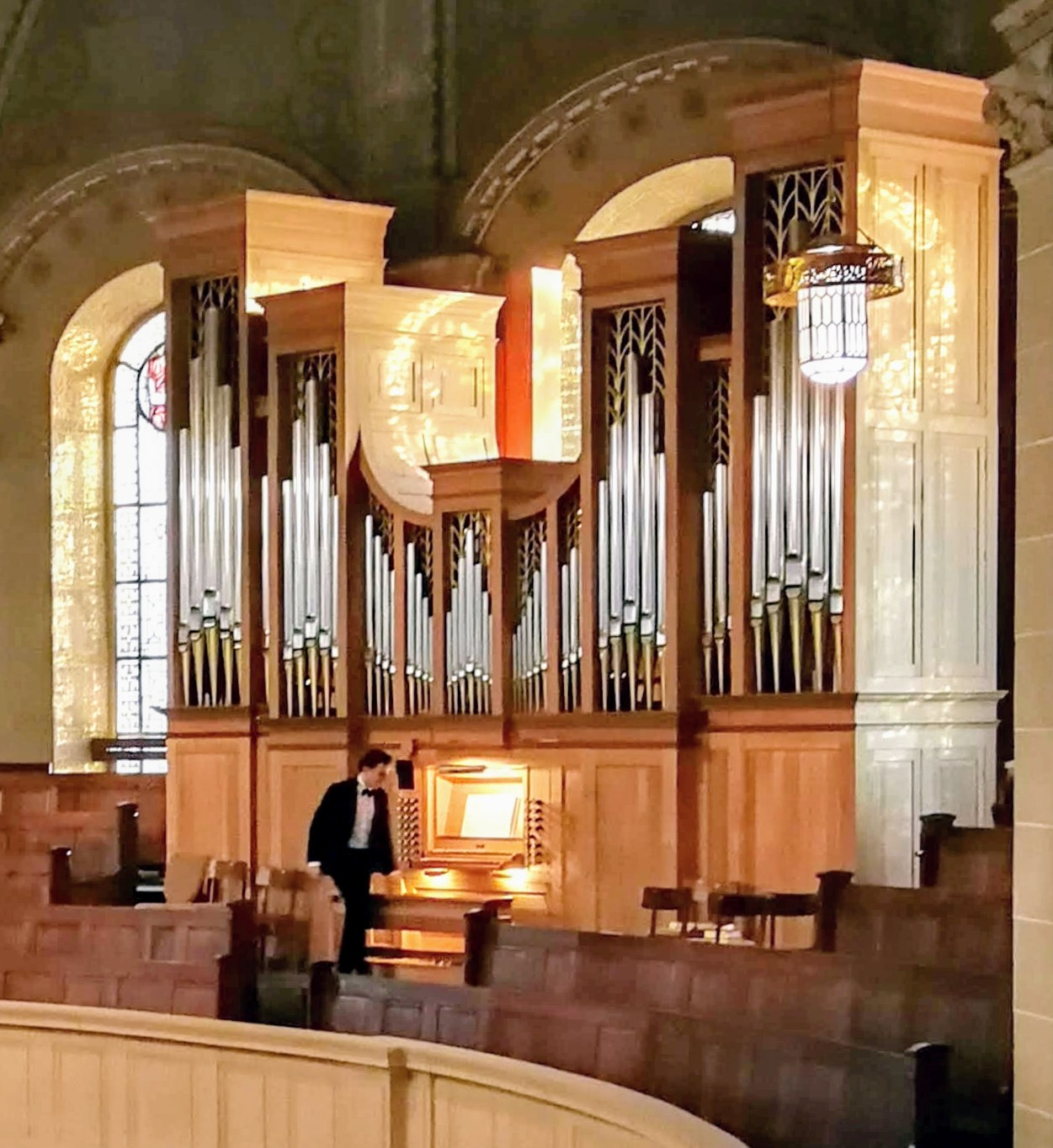
Marcussen-Orgel

Anmerkungen
1. 1 2 3  Hochdruckregister im Schwellkasten
2. ↑  Zusätzliche Schaltung: Tremulant für Nr. 72 Vox Humana ab.

### Marcussen-Orgel
Über der Empore am Haupteingang (Südempore) wurde 1988 zusätzlich eine Orgel im Barockstil mit 31 Registern und 2365 Pfeifen der dänischen Firma Marcussen angebracht. Sie ist ausgelegt für das Spielen von Alter Musik bis etwa 1800. Das Schleifladen-Instrument hat eine rein mechanische Traktur.
| I Hauptwerk C–g3 |                  |       |
| 1.               | Bordun           | 16′   |
| 2.               | Prinzipal        | 8′    |
| 3.               | Rohrflöte        | 8′    |
| 4.               | Oktave           | 4′    |
| 5.               | Spitzflöte       | 4′    |
| 6.               | Quinte           | 2 ⁄3′ |
| 7.               | Superoktav       | 2′    |
| 8.               | Mixtur V-VI      |       |
| 9.               | Zimbel III       |       |
| 10.              | Cornet V (ab f0) |       |
| 11.              | Trompete         | 8′    |
| 12.              | Vox Humana       | 8′    |
|                  | Tremulant        |       |

| II Oberwerk C–g3 |                     |       |
| 13.              | Gedackt             | 8′    |
| 14.              | Quintatön           | 8′    |
| 15.              | Traversflöte        | 8′    |
| 16.              | Prinzipal           | 4′    |
| 17.              | Rohrflöte           | 4′    |
| 18.              | Waldflöte           | 2′    |
| 19.              | Sifflöte            | 1 ⁄3′ |
| 20.              | Sesquialtera II-III |       |
| 21.              | Scharff III-IV      |       |
| 22.              | Krummhorn           | 16′   |
| 23.              | Dulzian             | 8′    |
|                  | Tremulant           |       |

| Pedal C–f1 |               |     |
| 24.        | Subbaß        | 16′ |
| 25.        | Oktav         | 8′  |
| 26.        | Flöte         | 8′  |
| 27.        | Oktav         | 4′  |
| 28.        | Hintersatz IV |     |
| 29.        | Posaune       | 16′ |
| 30.        | Trompete      | 8′  |
| 31.        | Trompete      | 4′  |

- Koppeln: II/I, I/P, II/P
- Spielhilfen: Plenozüge für II, I und Pedal

### Orgelpositiv
Als dritte Orgel wurde 2004 eine Truhenorgel mit 5 Registern und 238 Pfeifen von Daniel Gruber (Schenkenzell) aufgestellt. Sie findet Verwendung bei Kantatengottesdiensten und Oratorienaufführungen alter Meister.

## Glocken
Das ursprüngliche Geläut bestand aus fünf Bronzeglocken der Glockengießerei Bachert und war das größte Geläut in Baden. Bis zur Beschaffung einer elektrischen Läutemaschine 1922 waren zwölf Männer notwendig, um es erklingen zu lassen. 1942 wurden die vier größten Glocken beschlagnahmt. Nach dem Zweiten Weltkrieg wurde 1956 die verbliebene kleine Glocke an die Friedenskirche in der Schwetzingerstadt abgegeben und ein neues Geläut beschafft, das nach historischem Vorbild erneut von der Glockengießerei Bachert gegossen wurde. Die große Glocke ist mit einem Gewicht von mehr als 5,8 Tonnen die schwerste Glocke in Mannheim.
| Nr. | Inschrift                                      | Gussjahr | Gießer                  | Ø (mm) | kg   | Ton |
| --- | ---------------------------------------------- | -------- | ----------------------- | ------ | ---- | --- |
| 1   | Christus spricht: „Ich bin das Licht der Welt“ | 1956     | Glockengießerei Bachert | 2050   | 5820 | as0 |
| 2   | Christus spricht: „Ich bin der Weg“            | 1956     | Glockengießerei Bachert | 1820   | 4359 | b0  |
| 3   | Christus spricht: „Ich bin die Wahrheit“       | 1956     | Glockengießerei Bachert | 1615   | 2935 | c1  |
| 4   | Christus spricht: „Ich bin das Leben“          | 1956     | Glockengießerei Bachert | 1350   | 1695 | es1 |
| 5   | „Dein Reich komme“                             | 1956     | Glockengießerei Bachert | 1240   | 1399 | f1  |